# Dhaka Courier
Dhaka Courier (allgemein bekannt als Courier) ist ein englischsprachiges Nachrichtenmagazin aus Bangladesch. Es wurde 1984 gegründet und ist das am längsten laufende englischsprachige Nachrichtenmagazin des Landes. Der Inhalt konzentriert sich hauptsächlich auf Politik, internationale Angelegenheiten, Wirtschaft, Reisen, Literatur, Gesellschaft und Kunst. Die Publikation gehört der Cosmos Group des Geschäftsmanns Enayetullah Khan und ist ein Schwesterunternehmen von United News of Bangladesh (UNB), einer der führenden Nachrichtenagenturen des Landes.
Enayetullah Khan ist der Gründungsherausgeber. Der derzeitige Chefredakteur des Magazins ist Shayan S Khan. Zu den früheren Herausgebern gehörten Syed Badrul Ahsan, Afsan Chowdhury und M Harunur Rashid.